# Nekrolog 3. Quartal 1903
Nekrolog
◄◄
| ◄
| 1899
| 1900
| 1901
| 1902
| 1903 | 1904 | 1905 | 1906 | 1907 | ► | ►►
1. Quartal |
2. Quartal |
3. Quartal |
4. Quartal 1903
Weitere Ereignisse | Allgemeiner Nekrolog 1903
Die Beschreibung der verstorbenen Person sollte so kurz wie möglich gehalten sein und nur deren signifikante Tätigkeit(en) enthalten.
Neue Namen ggf. auch unter dem Geburts- und Sterbedatum, also etwa unter 1. Januar und im Geburts- und Sterbejahr (2024) eintragen (nur bei entsprechender großer Wichtigkeit). Für Beispiele siehe die schon vorhandenen Artikel.
Außerdem über die fünf zuletzt Verstorbenen, zu denen es einen ausreichend guten Artikel für eine Präsentation auf der Hauptseite gibt, nach der todesbedingten Überarbeitung der Artikel ggf. auch unter Wikipedia Diskussion:Hauptseite informieren und sie am besten auch in den anderen Wikipedia-Sprachversionen eintragen. Tipp: Regelmäßig bei news.google.de nach „ist tot“, „gestorben“ oder „verstorben“ suchen.
Wenn eine Person gestorben ist, gibt es viele Seiten zu dieser Person in der Wikipedia, die davon auch betroffen sind und entsprechend aktualisiert werden müssen. Beispiele: Namenübersichtsseite, Geburtsjahr, Geburtsort-Seiten und viele mehr.
Wie finde ich die betroffenen Seiten?
Im Suchfeld auf der linken Seite gibt man den Suchbegriff so ein: „Vorname Nachname“. Dann klickt man auf Volltext und alle Seiten mit entsprechendem Suchtext werden aufgerufen. Hier sieht man dann schnell, wo auch das Todesjahr Sinn macht oder sogar ein Teil des Artikels angepasst werden muss. Auch hilft das „Werkzeug“ auf der linken Seite sehr gut, um solche Seiten aufzufinden: „Links auf diese Seite“. Somit ist die Wikipedia wieder aktuell in allen Bereichen! Hinweis: bei Eintragung der Kategorie „Gestorben JAHR“ wird der Missbrauchsfilter 49 ausgelöst, was jedoch nicht schlimm ist. Siehe: Spezial:Missbrauchsfilter/49
Dies ist eine Liste von im dritten Quartal 1903 verstorbenen bekannten Persönlichkeiten. Die Einträge erfolgen innerhalb der einzelnen Daten alphabetisch sortiert. Tiere sind im Nekrolog für Tiere zu finden.

## Juli
| Tag      | Name                                         | Beruf, bekannt als                                                                                             | Alter | Beleg |
| -------- | -------------------------------------------- | --- | ----- | ----- |
| 2. Juli  | Ed Delahanty                                 | US-amerikanischer Baseballspieler                                                                              | 35    |       |
| 2. Juli  | Eduard Magnus Jakobson                       | estnischer Xylograph und Baptist                                                                               | 56    |       |
| 3. Juli  | Gottlieb Berger                              | Schweizer Unternehmer und Politiker (Radikale Partei)                                                          | 76    |       |
| 3. Juli  | Konrad Blažek                                | deutscher Genealoge und Heraldiker                                                                             | 63    |       |
| 3. Juli  | Thomas Croxton                               | US-amerikanischer Politiker                                                                                    | 81    |       |
| 3. Juli  | Harriet Lane                                 | US-amerikanische First Lady                                                                                    | 73    |       |
| 3. Juli  | Maximilian Emanuel von Washington            | bayrisch-österreichischer Landwirt und Politiker, Mitglied des Herrenhauses                                    | 73    |       |
| 3. Juli  | Albert Westerburg                            | deutscher Politiker, Oberbürgermeister der Stadt Kassel                                                        | 57    |       |
| 4. Juli  | John W. Caldwell                             | US-amerikanischer Politiker                                                                                    | 66    |       |
| 5. Juli  | Carl Burchard                                | deutscher Verwaltungsjurist, Landrat in Ostpreußen                                                             | 88    |       |
| 5. Juli  | Anton Scharff                                | österreichischer Medailleur                                                                                    | 58    |       |
| 7. Juli  | Carl Haussknecht                             | deutscher Pharmazeut und Botaniker                                                                             | 64    |       |
| 7. Juli  | August von Hergenhahn                        | deutscher Jurist, Landrat und Polizeipräsident                                                                 | 73    |       |
| 7. Juli  | Emil Marschalk von Ostheim                   | deutscher Historiker und Sammler                                                                               | 62    |       |
| 7. Juli  | Ernst Zais                                   | deutscher Forscher, insbesondere des Westerwälder Steinzeugs und Mäzen                                         | 65    |       |
| 8. Juli  | Georgine Köhler                              | deutsche Schriftstellerin                                                                                      | 56    |       |
| 8. Juli  | Clemens von Preuschen von und zu Liebenstein | k. k. Generalmajor                                                                                             | 61    |       |
| 8. Juli  | Melchior Stenglein                           | deutscher Jurist und Politiker (NLP), MdR                                                                      | 77    |       |
| 8. Juli  | Sigismund von Zedlitz und Neukirch           | deutscher Jagdkynologe und Jagdschriftsteller                                                                  | 65    |       |
| 9. Juli  | Ludwig von Bürkel                            | deutscher Jurist und Hofsekretär                                                                               | 62    |       |
| 9. Juli  | Miltiadis Gouskos                            | griechischer Leichtathlet                                                                                      |       |       |
| 9. Juli  | Warren P. Noble                              | US-amerikanischer Politiker                                                                                    | 83    |       |
| 9. Juli  | Alphonse-François Renard                     | belgischer Geologe und Mineraloge                                                                              | 60    |       |
| 9. Juli  | Richard Zschille                             | deutscher Tuchfabrikant, Kunstsammler und Stifter in Großenhain                                                | 56    |       |
| 10. Juli | Philipp Johann Berdellé                      | deutscher Architekt                                                                                            | 65    |       |
| 10. Juli | Anton Beutel                                 | deutscher Landwirt und MdL                                                                                     | 73    |       |
| 10. Juli | Ausburn Birdsall                             | US-amerikanischer Jurist und Politiker                                                                         | 88    |       |
| 11. Juli | Karoline Bayer                               | deutsche Krankenschwester und Oberschwester einer Kinderheilanstalt des Deutschen Roten Kreuzes                |       |       |
| 11. Juli | William Ernest Henley                        | englischer Schriftsteller                                                                                      | 53    |       |
| 11. Juli | George Washington Jones                      | US-amerikanischer Politiker                                                                                    | 74    |       |
| 12. Juli | Oskar Meding                                 | deutscher Schriftsteller                                                                                       | 75    |       |
| 12. Juli | Axel Ohlin                                   | schwedischer Zoologe und Polarforscher                                                                         | 35    |       |
| 13. Juli | Benjámin Kállay                              | ungarisch-österreichischer Politiker                                                                           | 63    |       |
| 13. Juli | John L. MacDonald                            | US-amerikanischer Politiker                                                                                    | 65    |       |
| 13. Juli | August Reißmann                              | deutscher Musikschriftsteller, Lexikograph und Komponist                                                       | 77    |       |
| 14. Juli | Manuel Antonio Caro                          | chilenischer Maler                                                                                             | 68    |       |
| 14. Juli | Alexander Enmann                             | deutsch-baltischer Althistoriker                                                                               | 46    |       |
| 14. Juli | Alexander von Homeyer                        | Ornithologe | 69    |       |
| 15. Juli | Johann Friedrich Martin Leiding              | Hamburger Teehändler, MdHB                                                                                     | 87    |       |
| 16. Juli | Nicolaus Hartmann                            | Schweizer Architekt                                                                                            | 64    |       |
| 17. Juli | Engelbert Mühlbacher                         | österreichischer Historiker                                                                                    | 59    |       |
| 17. Juli | James McNeill Whistler                       | US-amerikanischer Maler                                                                                        | 69    |       |
| 18. Juli | Augustin Gattinger                           | US-amerikanischer Botaniker und Arzt deutscher Abstammung                                                      | 78    |       |
| 18. Juli | Theodor Kewitsch                             | Musiklehrer, Musikredakteur und Komponist                                                                      | 69    |       |
| 18. Juli | Franz Schwackhöfer                           | österreichischer Chemiker, Professor und Hochschuldirektor                                                     | 60    |       |
| 20. Juli | Samuel Mayes Arnell                          | US-amerikanischer Politiker                                                                                    | 70    |       |
| 20. Juli | William C. Dismukes                          | US-amerikanischer Politiker                                                                                    | 53    |       |
| 20. Juli | Frederick Xavier Katzer                      | österreichisch-US-amerikanischer katholischer Bischof                                                          | 59    |       |
| 20. Juli | Leo XIII.                                    | italienischer Geistlicher, Papst, Bischof von Rom, Staatsoberhaupt des Vatikans                                | 93    |       |
| 20. Juli | Minna Nanitz                                 | deutsche Opernsängerin                                                                                         | 60    |       |
| 21. Juli | Henri Alexis Brialmont                       | belgischer General und Militärschriftsteller                                                                   | 82    |       |
| 21. Juli | Richard Roesicke                             | deutscher Unternehmer und Politiker (NLP, FVg), MdR                                                            | 57    |       |
| 21. Juli | George William de Saulles                    | englischer Bildhauer und Medailleur                                                                            | 41    |       |
| 22. Juli | Cassius Marcellus Clay                       | US-amerikanischer Abolitionist und Politiker                                                                   | 92    |       |
| 22. Juli | Paul Hennige                                 | deutscher Unternehmer und Kommerzienrat                                                                        | 64    |       |
| 22. Juli | Kornylo Ustyjanowytsch                       | ukrainischer Kunstmaler, Illustrator, Karikaturist, Schriftsteller, Dichter, Dramatiker, Essayist und Humorist | 63    |       |
| 23. Juli | Benjamin Farjeon                             | englischer Journalist und Schriftsteller                                                                       | 65    |       |
| 23. Juli | Leopold Rosner                               | österreichischer Schriftsteller, Buchhändler und Verleger                                                      | 65    |       |
| 23. Juli | Eduard Weyr                                  | tschechischer Mathematiker                                                                                     | 51    |       |
| 24. Juli | Ellery Albee Hibbard                         | US-amerikanischer Politiker                                                                                    | 76    |       |
| 24. Juli | Karl von Jacobi                              | Staatssekretär des Deutschen Reiches                                                                           | 74    |       |
| 25. Juli | John Michael Clancy                          | US-amerikanischer Politiker                                                                                    | 66    |       |
| 25. Juli | Prosper Mathieu Henry                        | französischer Optiker und Astronom                                                                             | 53    |       |
| 26. Juli | Robert H. Foerderer                          | US-amerikanischer Politiker                                                                                    | 43    |       |
| 26. Juli | Lina Sandell-Berg                            | schwedische Dichterin                                                                                          | 70    |       |
| 26. Juli | Thomas Würtenberger                          | deutscher Geologe und Unternehmer                                                                              | 66    |       |
| 27. Juli | Wilhelm Bade                                 | deutscher Kapitän und Unternehmer                                                                              | 60    |       |
| 27. Juli | Francisco Javier de Céspedes                 | kubanischer General im Unabhängigkeitskrieg                                                                    | 81    |       |
| 27. Juli | Christiaan Karel Hoffmann                    | niederländischer Arzt und Zoologe                                                                              | 59    |       |
| 27. Juli | Frédéric Albert Constantin Weber             | französischer Arzt und Botaniker                                                                               | 73    |       |
| 28. Juli | Thomas Neville Waul                          | US-amerikanischer Politiker der Konföderierten Staaten                                                         | 90    |       |
| 29. Juli | Wilhelm Pleikard Ludwig von Gemmingen        | deutscher Offizier und Oberhofmarschall am badischen Hof                                                       | 80    |       |
| 29. Juli | Ludwig Seibert                               | deutscher Musikdirektor und Komponist                                                                          | 70    |       |
| 30. Juli | Octavio Schroeder                            | Hamburger Senator und Jurist                                                                                   | 80    |       |
| 30. Juli | Rosine Stoltz                                | französische Opernsängerin                                                                                     | 88    |       |
| 31. Juli | Theodore Hamm                                | deutscher Brauer                                                                                               | 77    |       |

## August
| Tag        | Name                                            | Beruf, bekannt als                                                                                              | Alter | Beleg |
| ---------- | ----------------------------------------------- | --- | ----- | ----- |
| 1. August  | Calamity Jane                                   | US-amerikanische Westernheldin                                                                                  | 46–51 |       |
| 1. August  | Joseph Griffiths Swayne                         | englischer Mediziner und Geburtshelfer                                                                          | 83    |       |
| 1. August  | Eberhard II. von Waldburg zu Zeil und Wurzach   | deutscher Standesherr                                                                                           | 75    |       |
| 2. August  | Edmond Nocard                                   | französischer Tierarzt und Mikrobiologe                                                                         | 53    |       |
| 4. August  | Barthold Jacob Lintelo de Geer van Jutphaas     | niederländischer Rechtswissenschaftler, Historiker, Politiker und Orientalist                                   | 86    |       |
| 4. August  | Julius Klaucke                                  | deutscher Unternehmer und Erfinder des Klaucke-Stempels                                                         | 77    |       |
| 4. August  | Wilhelm Schwarz-Senborn                         | österreichischer Diplomat                                                                                       | 87    |       |
| 5. August  | Franz Kupelwieser                               | österreichischer Montanist                                                                                      | 72    |       |
| 5. August  | Charles Longuet                                 | französischer Journalist und Proudhonist                                                                        | 64    |       |
| 5. August  | Fritz Steub                                     | deutscher Karikaturenzeichner und Holzschneider                                                                 | 58    |       |
| 6. August  | Theodor Brünings                                | deutscher Jurist und Politiker (NLP), MdR                                                                       | 64    |       |
| 6. August  | Georgi Kondolow                                 | bulgarischer Freiheitskämpfer                                                                                   |       |       |
| 7. August  | Hermann Ampach                                  | deutscher Rittergutsbesitzer und Politiker, MdR                                                                 | 74    |       |
| 7. August  | Per Daniel Holm                                 | schwedischer Landschaftsmaler, Hochschullehrer und Konservator                                                  | 67    |       |
| 7. August  | Wilhelm Sundheim                                | deutscher Unternehmer im spanischen Huelva                                                                      | 63    |       |
| 8. August  | Eugen Gebele                                    | deutscher Geistlicher, Benediktinerabt und bayerischer Abtpräses                                                | 67    |       |
| 8. August  | Gyula Makovetz                                  | ungarischer Schachmeister                                                                                       | 42    |       |
| 8. August  | Alexander von Oheimb                            | deutscher Regierungsbeamter und Politiker, MdR                                                                  | 83    |       |
| 8. August  | Adolf Schiel                                    | deutscher Burenkommandant                                                                                       | 44    |       |
| 9. August  | Onno Klopp                                      | deutsch-österreichischer Publizist und Historiker                                                               | 80    |       |
| 10. August | William Meredith                                | US-amerikanischer Schachkomponist                                                                               | 68    |       |
| 11. August | Eugenio María de Hostos                         | puerto-ricanischer Schriftsteller und Pädagoge                                                                  | 64    |       |
| 11. August | Georg Adalbert Huhn                             | bayerischer Priester und Politiker, Parlamentarier der Bayerischen Patriotenpartei                              | 64    |       |
| 12. August | Albert von Levetzow                             | deutscher Politiker (DNVP), MdR                                                                                 | 75    |       |
| 12. August | Werner Nolopp                                   | deutscher Lehrer, Dirigent, Chorleiter und Komponist                                                            | 68    |       |
| 13. August | Johannes Honegger                               | Schweizer Unternehmer                                                                                           | 71    |       |
| 14. August | Max Duttenhofer                                 | deutscher Unternehmer und Erfinder des rauchlosen Schießpulvers                                                 | 60    |       |
| 14. August | William Hartzell                                | US-amerikanischer Politiker                                                                                     | 66    |       |
| 14. August | Hermann Scheffler                               | deutscher Ingenieur, Mathematiker und Physiker                                                                  | 82    |       |
| 15. August | William Barak                                   | Führer der Aborigines                                                                                           |       |       |
| 15. August | Paul Händler                                    | deutscher Historienmaler                                                                                        | 70    |       |
| 15. August | Mathilde Löffler                                | deutsche Theaterschauspielerin und Opernsängerin (Sopran)                                                       | 51    |       |
| 16. August | Frederick Edward Raven                          | englischer Prediger und Bibelausleger                                                                           | 65    |       |
| 16. August | August Weber                                    | österreichischer Architekt                                                                                      | 66    |       |
| 17. August | Hans Fredrik Gude                               | norwegischer Maler                                                                                              | 78    |       |
| 17. August | Otto Franz von Moellendorff                     | deutscher Zoologe und Diplomat                                                                                  | 54    |       |
| 18. August | Friedrich Heinrich Dieterici                    | deutscher Orientalist                                                                                           | 82    |       |
| 18. August | Friedrich Salvisberg                            | Schweizer Architekt                                                                                             | 82    |       |
| 19. August | Martin Blaich                                   | Erweckungsprediger (Evangelist) der Gemeinschaftsbewegung und einer der Gründer der Evangelischen Karmelmission | 82    |       |
| 19. August | Josef Egger                                     | österreichischer Historiker                                                                                     | 64    |       |
| 19. August | De Witt Clinton Giddings                        | US-amerikanischer Politiker                                                                                     | 76    |       |
| 19. August | Walter Petsch                                   | deutscher Reichsgerichtsrat                                                                                     | 77    |       |
| 20. August | Johannes Oberdick                               | deutscher Klassischer Philologe und Gymnasialdirektor                                                           | 68    |       |
| 21. August | Ernst Karl von Hoyos-Sprinzenstein              | österreichischer Adeliger, Politiker und Großgrundbesitzer                                                      | 73    |       |
| 21. August | Kambazembi wa Kangombe                          | Kaptein der Herero                                                                                              |       |       |
| 22. August | Ewald Bellingrath                               | deutscher Schiffskonstrukteur                                                                                   | 65    |       |
| 22. August | Johann Ehrenfried Freund                        | Senator im Herzogtum Gotha, Wohltäter der Stadt Gotha                                                           | 69    |       |
| 22. August | Robert Gascoyne-Cecil, 3. Marquess of Salisbury | britischer Premierminister                                                                                      | 73    |       |
| 23. August | Fray Mocho                                      | argentinischer Journalist und Schriftsteller                                                                    | 44    |       |
| 24. August | Eugen Askenasy                                  | Biologe (Botaniker)                                                                                             | 58    |       |
| 24. August | Ernst von Houwald                               | preußischer Standesherr                                                                                         | 58    |       |
| 25. August | Herbert Chipp                                   | englischer Tennisspieler                                                                                        | 53    |       |
| 25. August | Ludwig Ebner                                    | deutscher Komponist                                                                                             | 44    |       |
| 25. August | Hermann Christian Ludwig Steinmetz              | lutherischer Theologe und Bremen-Verdener Generalsuperintendent                                                 | 72    |       |
| 26. August | Wilhelm Elsner                                  | mährischer Opernsänger (Tenor)                                                                                  | 33    |       |
| 26. August | Paul Gottburgsen                                | deutscher Jurist und Politiker (NLP), MdR, Bürgermeister                                                        | 71    |       |
| 26. August | Martin Kellogg                                  | US-amerikanischer Klassischer Philologe, Präsident der University of California, Berkeley (1893–1899)           | 75    |       |
| 26. August | Kusumoto Ine                                    | japanische Ärztin, erste japanische Frauenärztin und Geburtshelferin nach westlichem Vorbild                    | 76    |       |
| 28. August | Hugo Nehmiz                                     | deutscher Theologe und Konsistorialrat                                                                          | 57    |       |
| 28. August | Frederick Law Olmsted                           | US-amerikanischer Landschaftsarchitekt, Planer des Central Park                                                 | 81    |       |
| 28. August | Michail Jewlampjewitsch Perchin                 | russischer Goldschmied                                                                                          |       |       |
| 29. August | Adolf Gurnik                                    | deutscher Archivar und Autor                                                                                    | 59    |       |
| 29. August | August Labitzky                                 | böhmischer Komponist, Dirigent und Kapellmeister                                                                | 70    |       |
| 30. August | Carl Beisbarth jun.                             | deutscher Architekt                                                                                             | 55    |       |
| 30. August | Jes Leve Duysen                                 | deutscher Klavierbauer                                                                                          | 83    |       |
| 30. August | Carl Johannes Koyemann                          | deutscher Kaufmann und Abgeordneter                                                                             | 75    |       |
| 30. August | Thomas Pichler                                  | österreichischer Botaniker                                                                                      | 74    |       |
| 30. August | Lothar von Strauß und Torney                    | preußischer Generalmajor                                                                                        | 68    |       |
| 30. August | Joe Warbrick                                    | neuseeländischer Rugbyspieler                                                                                   | 41    |       |
| 31. August | Friedrich Wilhelm Barkhausen                    | deutscher Jurist und Theologe                                                                                   | 72    |       |

## September
| Tag           | Name                                             | Beruf, bekannt als                                                                            | Alter | Beleg |
| ------------- | ------------------------------------------------ | --------------------------------------------------------------------------------------------- | ----- | ----- |
| 1. September  | Bernard Lazare                                   | französischer Journalist                                                                      | 38    |       |
| 2. September  | Antonin Fanart                                   | französischer Landschaftsmaler                                                                | 72    |       |
| 2. September  | Paul Rink                                        | niederländischer Porträt- und Genremaler                                                      | 41    |       |
| 3. September  | Franz Deym von Střítež                           | österreichischer Diplomat                                                                     | 65    |       |
| 3. September  | Albert F. Hammel                                 | dänischer Automobilpionier                                                                    | 68    |       |
| 3. September  | Max Klingler                                     | Schweizer Orgelbauer                                                                          | 65    |       |
| 3. September  | John McCandless Thompson                         | US-amerikanischer Politiker                                                                   | 74    |       |
| 4. September  | Hermann Zumpe                                    | deutscher Dirigent und Komponist                                                              | 53    |       |
| 5. September  | Friedrich Kaulbach                               | deutscher Maler                                                                               | 81    |       |
| 5. September  | Irmgard Olbrich                                  | deutsche Theaterschauspielerin                                                                | 45    |       |
| 5. September  | Joseph Schröder                                  | deutscher katholischer Theologieprofessor                                                     | 54    |       |
| 6. September  | Charles Cutter                                   | US-amerikanischer Bibliothekar                                                                | 66    |       |
| 6. September  | Ólafur Davíðsson                                 | isländischer Naturforscher, Volkskundler und Sammler von Volkskunst                           | 41    |       |
| 6. September  | Friedrich August Harnisch                        | deutscher Pädagoge                                                                            | 76    |       |
| 6. September  | Alban Lipp                                       | deutscher Lehrer, Kirchenmusiker, Komponist und Herausgeber musikalischer Werke               | 37    |       |
| 6. September  | Julius Rütgers                                   | deutscher Unternehmer                                                                         | 73    |       |
| 7. September  | Eracle Arion                                     | rumänischer General                                                                           | 65    |       |
| 7. September  | John Bullock Clark junior                        | US-amerikanischer Politiker, General der Konföderierten Staaten im Amerikanischen Bürgerkrieg | 72    |       |
| 7. September  | Eduard Johnson                                   | deutscher Altphilologe, Journalist und Heimatforscher                                         | 63    |       |
| 7. September  | Edwin J. Jorden                                  | US-amerikanischer Politiker                                                                   | 40    |       |
| 8. September  | Hermann Gruhl                                    | deutscher Bergbauunternehmer                                                                  | 69    |       |
| 8. September  | Leopold Kern                                     | österreichischer Politiker                                                                    | 45    |       |
| 8. September  | Carl Gustav Leonhardt                            | sächsischer Textilfabrikant                                                                   | 58    |       |
| 8. September  | Oskar Schneider                                  | deutscher Lehrer, Natur- und Heimatforscher                                                   | 62    |       |
| 9. September  | Adolf Silverberg                                 | jüdischer Industrieller                                                                       | 58    |       |
| 10. September | Antonio Rotta                                    | italienischer Genremaler                                                                      | 75    |       |
| 12. September | Wilhelm Kitto                                    | preußischer Soldat (Pionier)                                                                  | 61    |       |
| 12. September | Alexandre Piédagnel                              | französischer Schriftsteller                                                                  | 71    |       |
| 13. September | Colin M. Ingersoll                               | US-amerikanischer Politiker                                                                   | 84    |       |
| 13. September | Richard Taylor Jacob                             | US-amerikanischer Politiker                                                                   | 78    |       |
| 13. September | Carl Schuch                                      | österreichischer Maler                                                                        | 56    |       |
| 14. September | Ernst Stückelberg                                | Schweizer Maler                                                                               | 72    |       |
| 15. September | James K. Kelly                                   | US-amerikanischer Jurist und Politiker                                                        | 84    |       |
| 16. September | Oscar Theodor Auerswald                          | deutscher evangelischer Pfarrer                                                               | 75    |       |
| 16. September | Vincent Boreing                                  | US-amerikanischer Politiker                                                                   | 63    |       |
| 17. September | Dwight Loomis                                    | US-amerikanischer Politiker                                                                   | 82    |       |
| 17. September | James S. Smart                                   | US-amerikanischer Politiker                                                                   | 61    |       |
| 18. September | Alexander Bain                                   | schottischer Philosoph und Pädagoge                                                           | 85    |       |
| 18. September | Jean Fernand-Lafargue                            | französischer Schriftsteller                                                                  | 47    |       |
| 18. September | Theodor Kirchner                                 | deutscher Komponist, Dirigent, Organist und Pianist                                           | 79    |       |
| 18. September | August Menken                                    | deutscher Architekt des späten Historismus                                                    | 45    |       |
| 18. September | Eugen Merzbacher                                 | deutscher Numismatiker und Münzhändler                                                        | 57    |       |
| 18. September | Edward Overton                                   | US-amerikanischer Politiker                                                                   | 67    |       |
| 18. September | Eleonore zu Stolberg-Wernigerode                 | deutsche Dichterin                                                                            | 68    |       |
| 19. September | Ernst Oppert                                     | deutscher Fondsmakler und Koreareisenderer                                                    | 70    |       |
| 19. September | Robert Riefenstahl                               | deutscher Landschaftsmaler                                                                    | 79    |       |
| 19. September | Isidor Worobkiewicz                              | österreichischer Schriftsteller, Komponist, Pädagoge und Ethnograph                           | 67    |       |
| 20. September | Friedrich Gustav Bienemann                       | deutschbaltischer Historiker und Publizist                                                    | 65    |       |
| 22. September | Louis Arsène Delaunay                            | französischer Schauspieler                                                                    | 77    |       |
| 22. September | Gustav Reinhold Richter                          | deutscher Tischler und Politiker, MdHB, MdR                                                   | 85    |       |
| 23. September | Charles B. Farwell                               | US-amerikanischer Politiker (Republikanische Partei)                                          | 80    |       |
| 23. September | John Scott                                       | US-amerikanischer Politiker                                                                   | 79    |       |
| 24. September | Oscar Berger-Levrault                            | französischer Philatelist                                                                     | 77    |       |
| 24. September | Friedrich Betz                                   | deutscher Arzt und medizinischer Schriftsteller                                               | 84    |       |
| 24. September | Edouard Taylor                                   | französischer Radrennfahrer                                                                   | 23    |       |
| 25. September | Andreas von Grand-Ry                             | deutscher Rittergutsbesitzer und Politiker (Zentrum), MdR                                     | 66    |       |
| 25. September | Hermann Richard Pott                             | deutscher Mediziner                                                                           | 58    |       |
| 25. September | Kilian von Steiner                               | deutscher Bankier, Rechtskonsulent; Schriftsteller                                            | 69    |       |
| 26. September | Richard Härtel                                   | Vorsitzender des Deutschen Buchdruckerverbandes                                               | 67    |       |
| 27. September | Gustaf Robert Dahlander                          | schwedischer Ingenieur und Physiker                                                           | 69    |       |
| 27. September | Charles Henry Gordon-Lennox, 6. Duke of Richmond | britischer konservativer Politiker                                                            | 85    |       |
| 27. September | Alson Sherman                                    | US-amerikanischer Politiker                                                                   | 92    |       |
| 28. September | Jesús de Monasterio                              | spanischer Geiger, Komponist, Dirigent und Musikpädagoge                                      | 77    |       |
| 28. September | Nimrod Lindsay Norton                            | US-amerikanischer Farmer, Politiker und Offizier                                              | 73    |       |
| 28. September | Samuel A. Ward                                   | amerikanischer Komponist                                                                      | 55    |       |
| 29. September | Rudolf Falb                                      | österreichischer Meteorologe, Erdbebenforscher                                                | 65    |       |
| 29. September | Marie Geistinger                                 | österreichische Schauspielerin und Sängerin                                                   | 67    |       |
| 29. September | Markell Onufrijewitsch Popel                     | ukrainischer Ordensgeistlicher, griechisch-katholischer Bischof, russisch-orthodoxer Bischof  | 77    |       |
| 29. September | Henriette von Poschinger                         | deutsche Designerin                                                                           | 57    |       |
| 30. September | Caspar Josephus Martinus Bottemanne              | niederländischer Kleriker und Bischof von Haarlem                                             | 80    |       |